# 남획

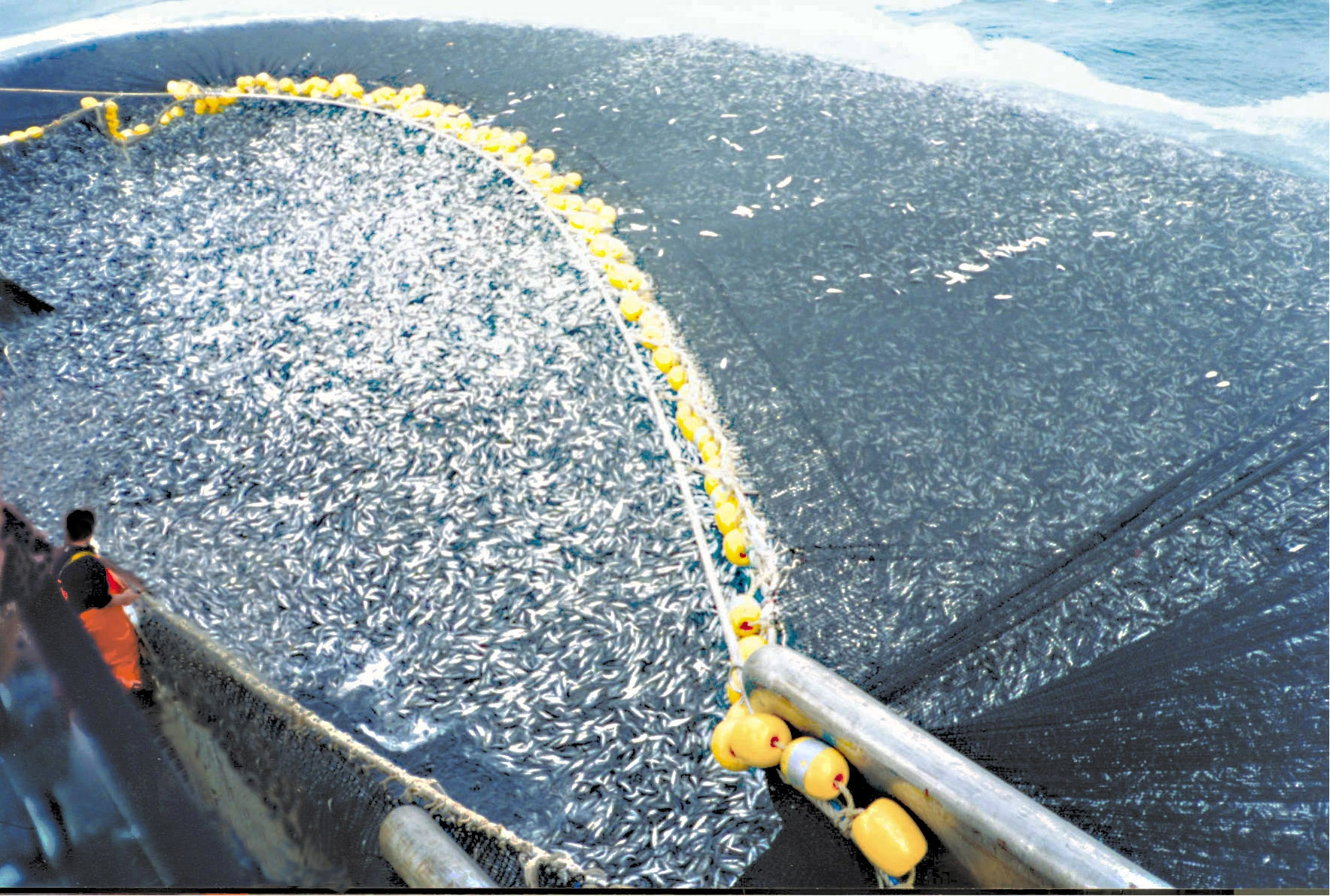
물고기를 어획하는 대형 어선

남획(濫獲, 영어: overfishing)은 자연 환경에 있는 야생 동물을 대량 포획하는 행위를 말한다. 상어£ 남획과 같은 일부 형태의 남획은 전체 해양 생태계를 혼란스럽게 만들고 있다.
2020년 유엔식량농업기구(FAO)의 보고에 따르면 전 세계 총 어획량 중 34%가 남획 어류로 분류되었다.:54 완화 옵션으로는 정부 규제, 보조금 철폐 등이 있다.주로 임산물이나 수산물 등은 일정기간 거주한 지역민을 제외한 나머지 외부인의 채집을 금하고 있다.

## 같이 보기
- 생물다양성 감소
- 포획 후 방생
- 공유지의 비극